# Зинаида Прокофьевна Бунина
Зинаида Прокофьевна Бунина, Зинуша — второстепенный персонаж романа «Собачье сердце» Михаила Булгакова.
Домработница/ служанка/ горничная в доме профессора Преображенского. Помощница профессора при операциях.

## Описание персонажа
Зинаида описывается как «взрослая девушка», «изящная», «румяная и красивая от морозу».

## Происхождение персонажа
Зина имеет говорящую фамилию Бунина, так же как машинистка Васнецова — невеста Шарикова. «Это два образа, не вызывающие отрицательных эмоций».

## Исследования персонажа
Ди Чжан обращает внимание, что по имени профессор Преображенский обращается лишь к двоим: к молодой девушке, горничной и медсестре Зине («Зинуша» в его речи), и к давнему знакомому швейцару Фёдору.
С. Н. Плотникова, Н. В. Копылова выделяют в «Собачьем сердце» разговор Шарикова с Преображенским о Зинаиде, где «уничтожение лица женщин ведётся не в непосредственной беседе с ними, а в общении между мужчинами. Шариков применяет тактику уничтожения лица женщин, живущих в той же квартире, где и он, апеллируя к их низкому социальному статусу».
Филипп Филиппович повертел головой и заговорил веско:
— Спанье на полатях прекращается. … Там женщины.
Лицо человека потемнело и губы оттопырились.
— Ну уж и женщины. Подумаешь. Барыни какие. Обыкновенная прислуга, а форсу, как у комиссарши. Это все Зинка ябедничает.
Филипп Филиппович глянул строго:

— Не сметь называть Зину Зинкой! Понятно?… С Зиной всякие разговоры прекратить! Она жалуется, что вы в темноте её подкарауливаете. 
Нейтральное Зина от профессора находится между официальным именем Зинаида и уменьшительно-ласкательным Зинуша, которое применяет только хозяин дома в личной беседе с молодой девушкой.
В этом отрывке уничижительное Зинка от Шарикова продолжает его же характеристику Зинаиды как «социал-прислужницы» и линию его поведения с ней. Об этом говорит профессор Шарикову в 6-й главе: «С Зиной всякие разговоры прекратить! Она жалуется, что вы в темноте её подкарауливаете».
С. Н. Плотникова, Н. В. Копылова, комментируя отрывок, пишут, что «Шариков лишает Дарью и Зину недостойными права называться женщинами, обязанными подчиняться его прихотям …на том основании, что они „обыкновенная прислуга“. … Право на собственное мнение имеют лишь „комиссарши“, то есть жены высокопоставленных мужчин. Этим он подчёркивает зависимость женщин от мужей и отсутствие у них самостоятельного социального статуса. Восстановить лицо прислуги пытается профессор Преображенский: „Не сметь называть Зину Зинкой!“. Заменяя пренебрежительное имя „Зинка“, озвученное Шариковым, более вежливым „Зина“, Филипп Филиппович тем самым возвращает
часть уничтоженного лица женщины» .
В экранизации романа от итальянского режиссёра Альберто Латтуада Зинаида становится в центре любовного четырёхугольника.
Есть сцена, где профессор сидит в ванной, а Зина трёт спину — намёк на интимные отношения. Доктор Борменталь также претендует на симпатию Зины. Наконец, в Бобикове пробуждается чувство любви к Зине. Она выбирает Бобикова, и потеряв его, плачет и страдает.

## Персонаж в кино
Роль исполняли:
- Элеонора Джорджи — фильм 1976 года (СССР, Италия)
- Ольга Мелихова (озвучивает Светлана Смирнова) — телефильм 1988 года (СССР)